# Bras de mer
Un bras de mer est une zone de mer qui est entourée de terres relativement rapprochées, sur au moins deux côtés. C’est le terme le plus générique de cette géographie.
Lorsqu’il résulte d’une subsidence, il peut être un fjord (subsidence d’un glacier côtier) ou un ria (appelé aber en Bretagne, subsidence fluviale).
Lorsque le bras est traversant, il s’agit d’un détroit, voire d’un canal océanique comme entre les îles des Petites Antilles (comme le canal des Saintes)
Un bras peut aussi être appelé sound par emprunt à l’anglais (sound de Marlborough en Nouvelle-Zélande, sound de Chausey) et au scandinave sund (détroit d’Øresund entre le Danemark et la Suède)

## Exemples
La rade de Brest constitue un exemple de bras de mer.
La Rivière Salée en Guadeloupe en est un autre.

## Galerie

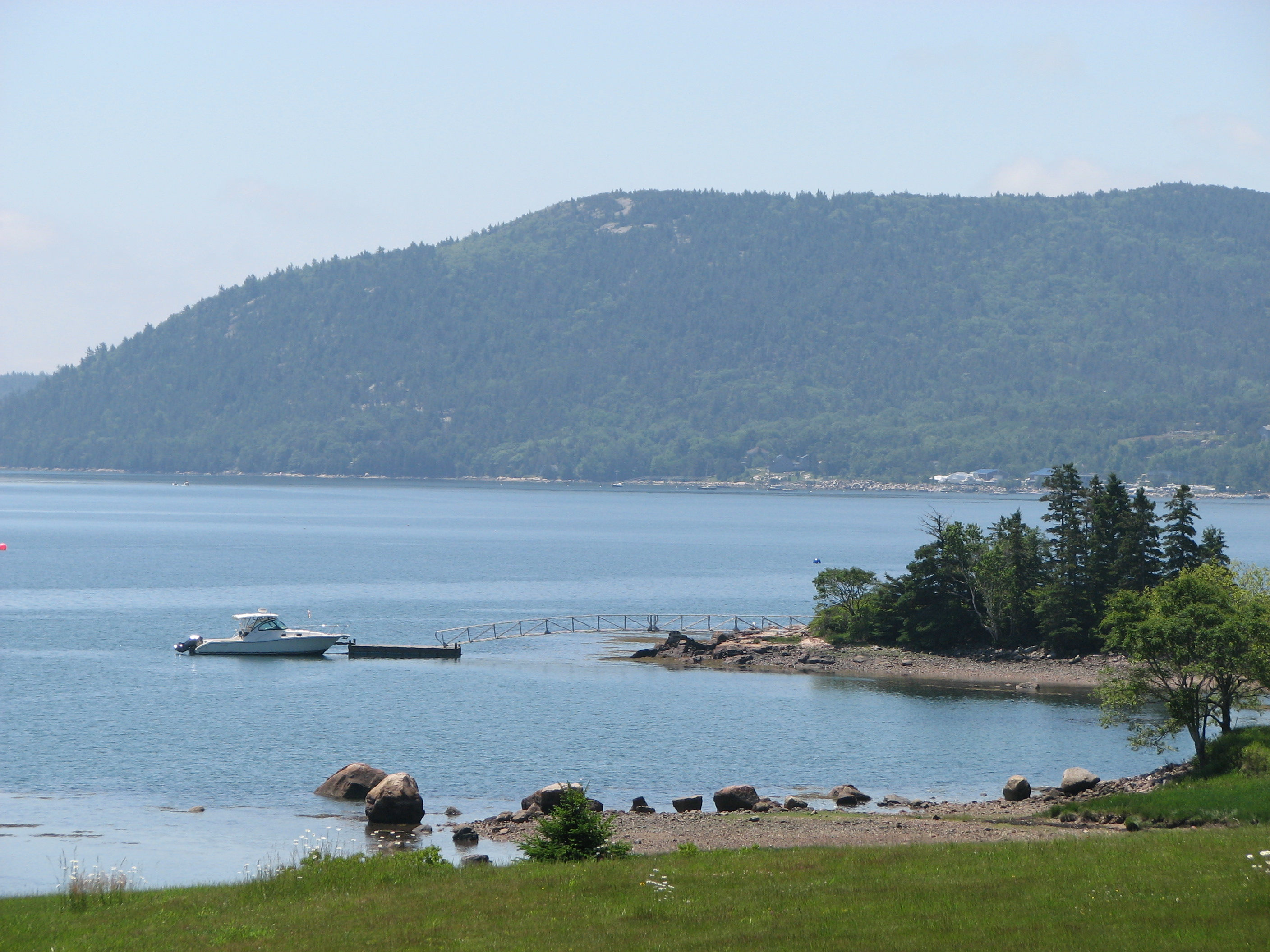
Bras de mer Somes Sound, dans l'île des Monts Déserts.
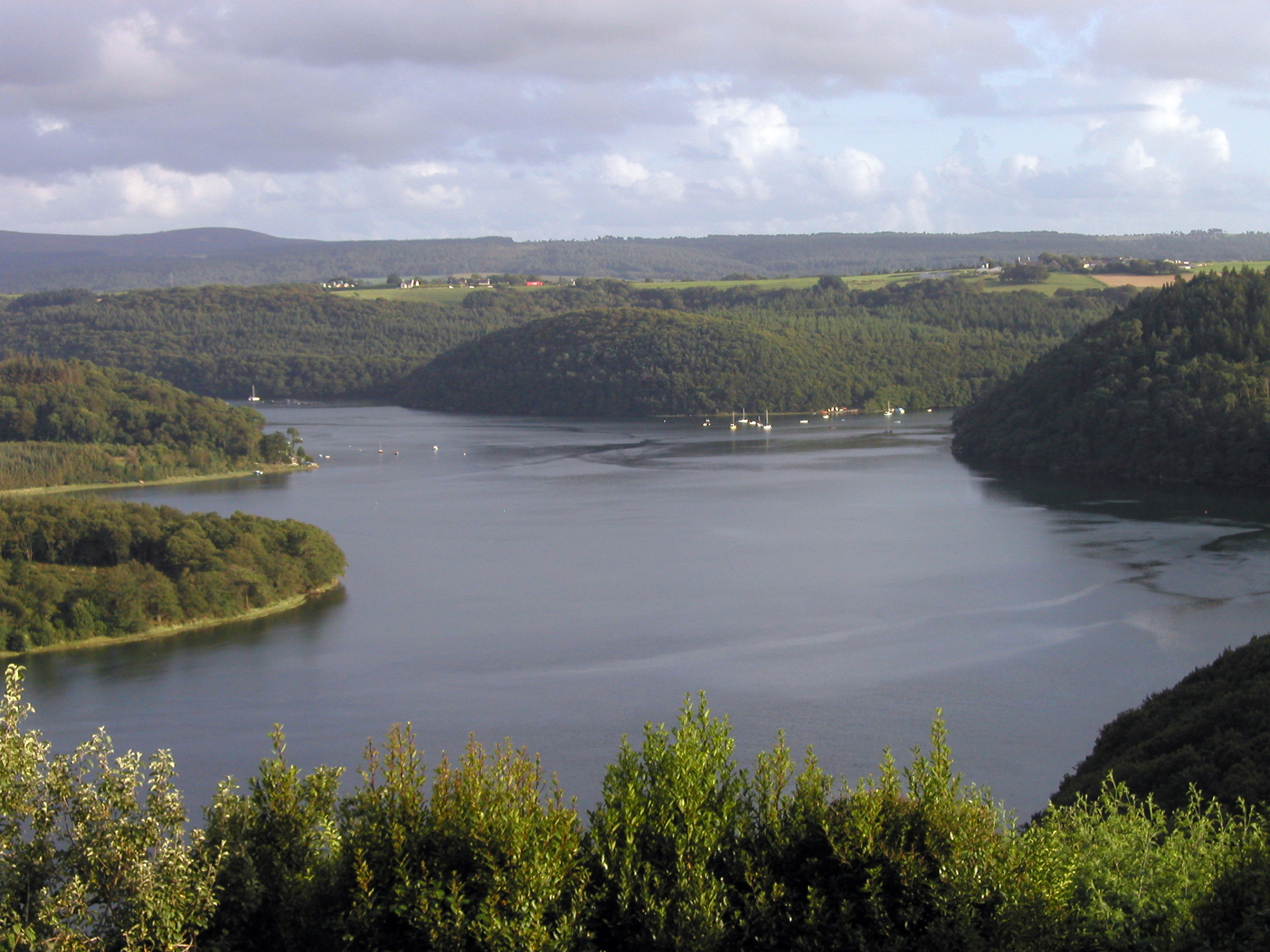
Rade de Brest.